# Archiceroptera mahunkai
Archiceroptera mahunkai är en tvåvingeart som beskrevs av Papp 1977. Archiceroptera mahunkai ingår i släktet Archiceroptera och familjen hoppflugor.
Artens utbredningsområde är Paraguay. Inga underarter finns listade i Catalogue of Life.